# Diện mạo và cảm nhận
Trong thiết kế phần mềm, diện mạo và cảm nhận hay cái nhìn và cảm nhận của giao diện đồ họa người dùng (GUI) bao gồm những khía cạnh của thiết kế, gồm các thành tố như màu sắc, hình dạng, bố cục, và kiểu chữ (diện mạo), cũng như hành xử của những thành tố động như nút, hộp, và menu (cảm nhận). Thuật ngữ này cũng có thể quy về các khía cạnh của giao diện người dùng phi đồ họa (chẳng hạn như giao diện dòng lệnh), cũng như về các khía cạnh của API - chủ yếu là quy về các phần của API không liên quan gì đến các thuộc tính chức năng của nó. Thuật ngữ này được dùng khi đề cập đến phần mềm và website.
Diện mạo và cảm nhận được áp dụng trong các sản phẩm khác. Ví dụ như trong tư liệu, nó đề cập đến bố cục đồ họa (kích thước tài liệu, màu sắc, phông chữ, v.v.) và phong cách viết. Khi đề cập đến thiết bị, thuật ngữ này quy về sự nhất quán trong các điều khiển và hiển thị qua suốt một dòng sản phẩm.